# La Cabane aux souvenirs
Pour plus de détails, voir Fiche technique et Distribution.
La Cabane aux souvenirs est un film français réalisé par Jean Stelli, sorti en 1947.

## Synopsis
Laurangeais fait un séjour en maison de repos après que sa femme soit morte à la suite d'un accident provoqué par Terrian, son fils adoptif. À sa sortie il retrouve Terrian qui va se marier. Il entraîne sa future femme dans une cabane et la tue.

## Fiche technique
- Titre français : La Cabane aux souvenirs (titre initial : un homme perdu)
- Réalisation : Jean Stelli
- Scénario : Jean Stelli et Solange Térac
- Dialogues : Solange Térac
- Décors : Raymond Gabutti
- Photographie : Marcel Grignon
- Son : Aguilé
- Société de production : Ciné Reportages
- Producteur : Jean-Charles Carlus
- Format :  Noir et blanc - 1,37:1 - 35 mm - Son mono
- Pays d'origine :  France
- Durée : 80 minutes
- Genre : drame
- Distributeur : AGDC
- Date de sortie : 
  - France - 10 septembre 1947
- Visa d'exploitation : 4781

## Distribution
- Charles Vanel : Lauragais
- Ariane Borg : Madeleine
- Arlette Merry : Denise
- Pierre Larquey : Le Pacha
- Richard Francoeur : Bréhat
- Lucien Callamand : M. Leblanc
- Jean Nossereau : Jacques Terrian
- Jean-Pierre Mocky : (non crédité)